# Liga NSO Nova Gradiška 1979./80.
Liga Nogometnog saveza općine Nova Gradiška također i kao Liga NSO Nova Gradiška; Općinska nogometna liga Nova Gradiška je bila liga šestog stupnja nogometnog prvenstva Jugoslavije u sezoni 1979./80. 
 
Sudjelovalo je 14 klubova, a prvak je bio klub "Budućnost" iz Rešetara.

## Ljestvica
| mj. | klub                     | ut. | pob. | ner. | por. | gol+ | gol- | bod |
| --- | ------------------------ | --- | ---- | ---- | ---- | ---- | ---- | --- |
| 1.  | Budućnost Rešetari       | 26  | 19   | 3    | 4    | 78   | 28   | 41  |
| 2.  | Slavonac Nova Kapela     | 26  | 15   | 5    | 6    | 74   | 39   | 35  |
| 3.  | Sloga Nova Gradiška      | 26  | 13   | 7    | 6    | 61   | 31   | 33  |
| 4.  | Psunj Okučani            | 26  | 12   | 9    | 5    | 68   | 43   | 33  |
| 5.  | Posavac Davor            | 26  | 9    | 10   | 7    | 40   | 39   | 28  |
| 6.  | Dinamo Godinjak          | 26  | 10   | 5    | 11   | 60   | 55   | 25  |
| 7.  | Mladost Cernik           | 26  | 9    | 5    | 12   | 49   | 47   | 23  |
| 8.  | Omladinac Vrbova         | 26  | 9    | 5    | 12   | 49   | 47   | 23  |
| 9.  | Croatia Tisovac          | 26  | 8    | 7    | 11   | 50   | 58   | 23  |
| 10. | Sloboda Gornji Bogićevci | 26  | 8    | 7    | 11   | 40   | 57   | 23  |
| 11. | Partizan Batrina         | 26  | 8    | 6    | 12   | 41   | 64   | 22  |
| 12. | Polet Adžamovci          | 26  | 7    | 5    | 14   | 33   | 58   | 19  |
| 13. | Graničar Laze            | 26  | 5    | 9    | 12   | 44   | 79   | 19  |
| 14. | Partizan Medari          | 26  | 7    | 3    | 16   | 36   | 73   | 17  |

## Rezultatska križaljka
| kratica | klub                     | BUD | CRO | DIN | GRA | MLA | OML | PARB | PARM | POL | POS | PSU | SLA | SLOB | SLOG |
| --- | ------------------------ | --- | --- | --- | --- | --- | --- | ---- | ---- | --- | --- | --- | --- | ---- | ---- |
| BUD | Budućnost Rešetari       |     |     |     |     |     |     |      |      |     |     |     |     |      |      |
| CRO | Croatia Tisovac          |     |     |     |     |     |     |      |      |     |     |     |     |      |      |
| DIN | Dinamo Godinjak          |     |     |     |     |     |     |      |      |     |     |     |     |      |      |
| GRA | Graničar Laze            |     |     |     |     |     |     |      |      |     |     |     |     |      |      |
| MLA | Mladost Cernik           |     |     |     |     |     |     |      |      |     |     |     |     |      |      |
| OML | Omladinac Vrbova         |     |     |     |     |     |     |      |      |     |     |     |     |      |      |
| PARB | Partizan Batrina         |     |     |     |     |     |     |      |      |     |     |     |     |      |      |
| PARM | Partizan Medari          |     |     |     |     |     |     |      |      |     |     |     |     |      |      |
| POL | Polet Adžamovci          |     |     |     |     |     |     |      |      |     |     |     |     |      |      |
| POS | Posavac Davor            |     |     |     |     |     |     |      |      |     |     |     |     |      |      |
| PSU | Psunj Okučani            |     |     |     |     |     |     |      |      |     |     |     |     |      |      |
| SLA | Slavonac Nova Kapela     |     |     |     |     |     |     |      |      |     |     |     |     |      |      |
| SLOB | Sloboda Gornji Bogićevci |     |     |     |     |     |     |      |      |     |     |     |     |      |      |
| SLOG | Sloga Nova Gradiška      |     |     |     |     |     |     |      |      |     |     |     |     |      |      |
| |                          |     |     |     |     |     |     |      |      |     |     |     |     |      |      |
| podebljan rezultat - utakmice od 1. do 13. kola (1. utakmica između klubova) rezultat normalne debljine - utakmice od 14. do 26. kola (2. utakmica između klubova) rezultat nakošen - nije vidljiv redoslijed odigravanja međusobnih utakmica iz dostupnih izvora rezultat smanjen * - iz dostupnih izvora nije uočljiv domaćin susreta prekrižen rezultat - poništena ili brisana utakmica p - utakmica prekinuta 3:0 p.f. / 0:3 p.f. - rezultat 3:0 bez borbe |                          |     |     |     |     |     |     |      |      |     |     |     |     |      |      |

 Izvori: